# Staten Syrien (1924–1930)
Staten Syrien var en stat i nuvarande Syrien som bildades av Staten Aleppo och Staten Damaskus inom det franska NF-mandatområdet Syrien och Libanon den 1 december 1924. Staten fick en ny konstitution 1930 och fick därefter namnet Republiken Syrien.